# Сархошев, Сергей Абрамович
Сергей Абрамович Сархошев (1913—1991) — лейтенант Советской Армии, участник Великой Отечественной войны, Герой Советского Союза (1944).

## Биография
Родился 13 сентября 1913 года в селе Арзни Абовянского района (ныне — Котайкская область Армении). Ассириец.
После окончания начальной школы работал сначала в колхозе, затем маляром в Ереване. В июне 1941 года Сархошев был призван на службу в Рабоче-крестьянскую Красную Армию. С октября того же года — на фронтах Великой Отечественной войны.
К сентябрю 1943 года старший сержант Сергей Сархошев командовал отделением 104-го отдельного сапёрного батальона 31-й стрелковой дивизии 46-й армии Юго-Западного фронта. Отличился во время битвы за Днепр. 28-29 сентября 1943 года отделение Сархошева переправляло советские части в районе села Сошиновка Верхнеднепровского района Днепропетровской области Украинской ССР. За каждую ночь Сархошев лично совершал по 16-18 рейсов. Лично участвовал в боях за захват и удержание плацдарма на западном берегу Днепра, уничтожил два пулемётных расчёта, а с наступлением темноты скрытно пробрался в расположение противника и подорвал железнодорожные стрелки, что лишило противника возможности использовать в бою бронепоезд.
Указом Президиума Верховного Совета СССР от 22 февраля 1944 года за «мужество и героизм, проявленные при форсировании Днепра», старший сержант Сергей Сархошев был удостоен высокого звания Героя Советского Союза с вручением ордена Ленина и медали «Золотая Звезда» за номером 2556.
В 1944 году Сархошев окончил курсы младших лейтенантов. В июле 1946 года в звании лейтенанта он был уволен в запас. Проживал и работал в Ереване.
Умер 6 января 1991 года, похоронен в Ереване на Тохмахском кладбище.
Был также награждён орденом Отечественной войны 1-й степени, двумя орденами Красной Звезды и рядом медалей.